# Ocírroe

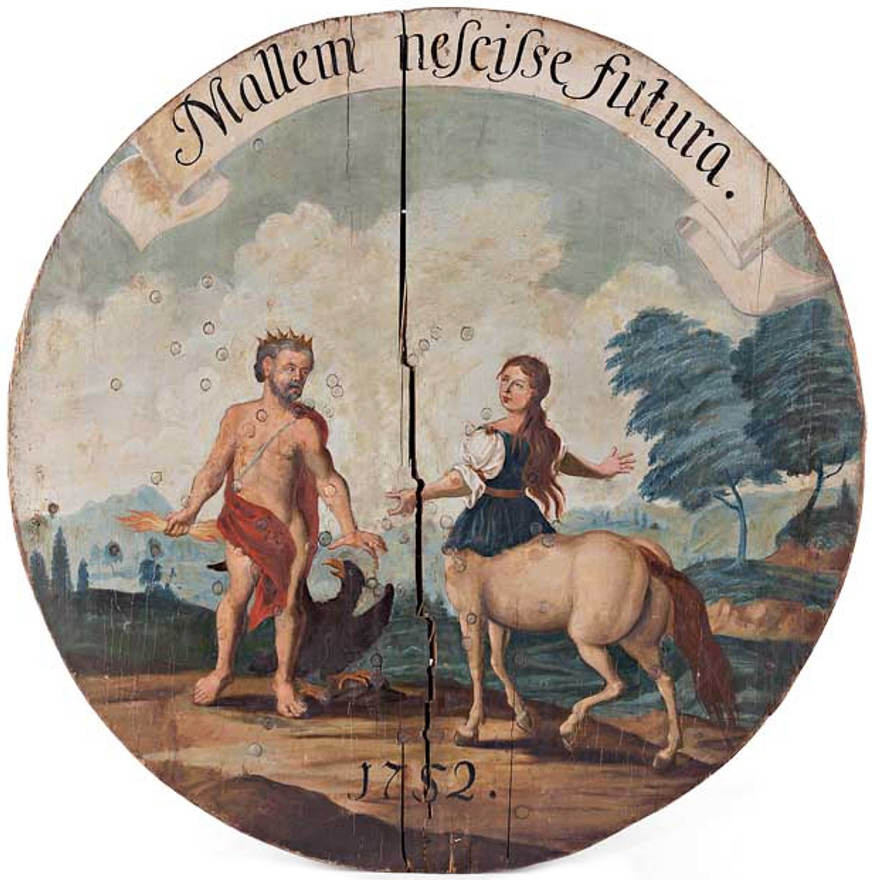
Ocírroe i Zeus

Segons la mitologia grega, Ocírroe (en grec antic Ὠκυρρόη, "corrent ràpid"), va ser una endevina, filla de Quiró i de la nimfa Cariclo.
El seu nom va ser-li posat pel lloc on havia nascut, ja que la seva mare l'havia tingut vora un rierol d'aigües ràpides. Tenia, des del moment de néixer, el do de l'endevinació, però en feia un ús poc adequat. Va revelar al seu pare i al petit Asclepi, contra les indicacions dels déus, el que els havia de succeir a ells i a altres divinitats. Per aquest motiu, va ser transformada en egua i passà a anomenar-se Hipe.